# 東沢村
東沢村（ひがしざわむら）は、かつて山形県南村山郡にあった村。

## 歴史
- 1889年（明治22年）4月1日 - 町村制施行に伴い、南村山郡釈迦堂村・妙見寺村・小白川村・関沢村・滑川村・新山村・上宝沢村・下宝沢村の区域をもって東沢村が発足。
- 1921年（大正10年）1月 - 山形高等学校が村内に移転。
- 1931年（昭和6年）4月1日 - 大字小白川を山形市に編入。
- 1954年（昭和29年）10月1日 - 山形市に編入。同日東沢村廃止。